# Apseudomorpha albida
Apseudomorpha albida är en kräftdjursart som först beskrevs av Sueo M. Shiino 1951.  Apseudomorpha albida ingår i släktet Apseudomorpha och familjen Metapseudidae. Inga underarter finns listade i Catalogue of Life.